# Maria Louisa van Bourbon-Parma (1870-1899)
Maria Louisa Pia Teresa Anna Ferdinanda Francesca Antonietta Margharita Giuseppa Carolina Bianca Lucia Apollonia van Bourbon-Parma (Rome, 17 januari 1870 - Sofia, 31 januari 1899) was prinses van Parma en later - door haar huwelijk - tsarina (koningin) van Bulgarije.
Zij was de oudste dochter uit het eerste huwelijk van hertog Robert I van Parma en diens vrouw Maria Pia van Bourbon-Sicilië.
Op 20 april 1893 trad Maria Louisa in de kapel van de Villa Borbone delle Pianore te Camaiore in het huwelijk met Ferdinand van Saksen-Coburg-Gotha-Koháry, de tsaar van Bulgarije. Een jaar later werd hun eerste zoon en troonopvolger Boris geboren en katholiek gedoopt – om Ferdinands onafhankelijkheid tegenover de Orthodoxe Kerk te tonen. Uit dit huwelijk werden nog drie kinderen geboren:
- Cyril (17 november 1895 - 1 februari 1945), was na de dood van zijn broer, Boris III, regent van Bulgarije tijdens de minderjarigheid van zijn neefje koning Simeon II.
- Eudoxia (5 januari 1898 - 4 oktober 1985), bleef ongehuwd.
- Nadejda (30 januari 1899 - 15 februari 1958), huwde hertog Albrecht Eugène van Württemberg.

Maria Louisa stierf op 31 januari 1899, amper twintig uur na de geboorte van haar jongste kind.
- Gemeinsame Normdatei: 119463040
- International Standard Name Identifier: 0000 0000 5491 1214
- Library of Congress Control Number: nb2002003128
- Nationale Bibliotheek van Tsjechië: jx20110224014
- Virtual International Authority File: 61050319
- WorldCat: E39PBJgt9CdVMKcJDH7WGKBVmd